# Simian (groupe)
 (septembre 2009).
Si vous disposez d'ouvrages ou d'articles de référence ou si vous connaissez des sites web de qualité traitant du thème abordé ici, merci de compléter l'article en donnant les références utiles à sa vérifiabilité et en les liant à la section « Notes et références ».
Pour les articles homonymes, voir Simian.
Simian était un groupe d'electropop anglais, surtout connu pour leur musique "La Breeze", qui fut notamment mise en avant dans la publicité pour la Peugeot 1007 ainsi que dans le mini-film publicitaire de Dove, "Onslaught." Ses membres étaient Simon William Lord, James Ellis Ford, Alex MacNaghten et James Anthony Shaw.

## Histoire
Formé au début des années 1990, ce groupe Britannique electropop se qualifie lui-même de "musique instrumentale et expérimentale", mêlant séquences de son et d'influences dub, pop et jams électroniques, dans un style propre et très "British".
Leur second album "We Are Your Friends" fut produit par Brian Eno.
En 2006 le single "We Are Your Friends", qui est un remix de leur musique "Never Be Alone" par le groupe électronique français Justice, fut réalisé pour un label Virgin réactivé nommé Ten Records. Le clip vidéo réalisé pour "We Are Your Friends" montre des personnes dans diverses situations durant leur sommeil d'un lendemain d'une soirée alcoolisée. Dans la première partie de cette vidéo on voit ces personnes dormir au milieu d'installations exagérément complexes, d'objets ou de situations autour d'eux, et la deuxième partie démarre lorsque ces personnes se réveillent brutalement, faisant chuter tous les objets ou personnes autour d'eux, dans un grand fracas.
Ce single fut signé sous le nom de "Justice vs. Simian" et démarra la carrière du groupe français Justice par la proposition du morceau à une compétition de mix. Le clip vidéo gagna le prix du meilleur clip vidéo aux MTV Europe Videos Awards 2006.
Le groupe se sépara en 2005 lorsque Ford et Shaw formèrent un groupe secondaire nommé Simian Mobile Disco et beaucoup plus orienté sur les remix électroniques. Lord travaille désormais avec The Black Ghosts, un groupement de DJ de musique électronique avec DJ Touche de The Wiseguys.

## Discographie

### Albums
- Chemistry Is What We Are (2001)

Ce fut le tout premier album de Simian. Il sortit tout d'abord au Royaume-Uni le 9 juillet 2001 sous le label de Source Records puis aux États-Unis le 18 septembre 2001 sous le label d'Astralwerks. La version américaine contient deux morceaux bonus, "The Tale of Willow Hill" et "Grey".
- We Are Your Friends (2002)

Cet album fut le second et dernier album de Simian en tant que groupe. Il sortit au Royaume-Uni le 28 octobre 2002, toujours sous le label de Source Records, puis aux USA le 29 octobre 2002 sous le label d'Astralwerks là aussi. Une sortie Japonaise de l'album le 26 mars 2003 inclura quelques pistes bonus, "Out of Bed", "Coins" et "Reasons", dont les deux premières existait déjà sur la face B du single "Never Be Alone" pour sa sortie Britannique.

### Singles & Demos
Les titres suivants ne sont sortis qu'au Royaume-Uni, sous le label Source Records:
- Watch It Glow (Demo, 16 octobre 2000)
- The Wisp (Demo, 21 mai 2001)
- "One Dimension" (22 octobre 2001)
- "Mr. Crow" (25 février 2002)
- "Never Be Alone" (14 octobre 2002)
- "La Breeze" (2 juin 2003)